# Manfred Pelzer
Manfred Pelzer (* 30. November 1935) ist ein deutscher Basketballfunktionär.

## Leben
In den 1950er Jahren war Pelzer Basketballtrainer beim Dortmunder Verein SC Aplerbeck 09, engagierte sich als Funktionär als Pressewart und Geschäftsführer des Basketballkreises Dortmund, beim Westdeutschen Basketball-Verband fungierte er als Sportwart und Rechtswart. Später lebte er in Gevelsberg. Beim Deutschen Basketball-Bund (DBB) war Pelzer von 1983 bis 1998 als Generalsekretär tätig, er war DBB-Spielleiter, Ligadirektor der Basketball-Bundesliga und Sportdirektor der in Deutschland ausgetragenen Damen-Weltmeisterschaft 1998.
1985 wurde Pelzer in das Zulassungskomitee des europäischen Basketballverbandes FIBA Europa gewählt. 1989 war er für den DBB an den Verhandlungen mit dem Deutschen Basketball-Verband zur Regelung der Wiederaufnahme des Spielverkehrs zwischen BRD und DDR beteiligt.
Beim Westdeutschen Basketball-Verband wurde er Ehrenmitglied, diese Auszeichnung geschah ebenso 2003 wie die Verleihung der Goldenen Ehrennadel des Deutschen Basketball-Bundes.